# Лубянски площад
Лубянският площад (на руски: Лубянская площадь) в Москва е разположен недалеч от Червения площад. Името Лубянка за първи път се среща в летописи от 1480 година, когато Иван III разрешава на новогородци да се заселят на това място. Те построяват църква в чест на Света София по подобие на Църквата Св. София в Новгород и наричат областта Лубянска – на името на района Лубянец от техния роден град.
Лубянският площад е печално известен с бледожълтата тухлена сграда, проектирана от Алексей Шчусев, която дълго време е била главна квартира на КГБ в различните ѝ въплъщения. През 1926 площадът е преименуван на Площад Дзержински в чест на Феликс Дзержински, основателя на съветската тайна полиция. През 1958 в центъра на площада е издигната внушителна скулптура на Дзержински.
На 30 октомври 1990, Московския фонд „Мемориал“ открива на площада паметник на жертвите на ГУЛАГ. През август 1991, след неуспешния опит за преврат срещу Михаил Горбачов, статуята на Дзержински е демонтирана и преместена в Парка на изкуствата, където се намира заедно с други паметници от съветската епоха. Възстановено е и първоначалното име на площада.

## Транспорт
Под Лубянския площад се намира станция на Московското метро – метростанция „Лубянка“.
Метростанция „Кузнецки мост“ е на една пресечка от площада.
Дълги години в Политехническия музей е имало крайна станция за тролейбуси 25, 45, 63, а тролейбуси 2, 12, 33, 44 също са от Охотни Ряд; 9 (от страната на хотел Останкино).
В момента през площада минават автобуси м2, м40, м7, С538, С633, E10, E30, С920, M3k, н1, н2, н3, н6, н9, н11, н12.